# Ultramort
Ultramort település Spanyolországban, Girona tartományban. Ultramort Verges, Serra de Daró, Parlavà és Foixà községekkel határos. Lakosainak száma 214 fő (2024).

## Népesség
A település népessége az elmúlt években az alábbi módon változott:
| Lakosok száma | 153  | 318  | 285  | 233  | 203  | 200  | 211  | 200  | 225  | 214  |
|               | 1717 | 1930 | 1955 | 1975 | 2002 | 2006 | 2011 | 2015 | 2020 | 2024 |